# Ligat ha'Al 2012-2013
La Ligat ha'Al 2012-2013 è stata la 72ª edizione della massima divisione del campionato israeliano di calcio.
La stagione regolare avuto inizio il 25 agosto 2012 e si è conclusa l'11 marzo 2013.
I play-off hanno avuto inizio il 16 marzo e si sono conclusi il 20 maggio 2013; i play-out hanno avuto anch'essi inizio il 16 marzo e si sono conclusi il 4 maggio 2013.
Il torneo è stato matematicamente vinto, alla 32ª giornata, dal Maccabi Tel Aviv, campione per la diciannovesima volta nella propria storia.
Capocannoniere del torneo è stato l'israeliano Eliran Atar, del Maccabi Tel Aviv, con 22 goal.

## Formula
Dalla presente edizione della Ligat ha'Al, la prima divisione del campionato israeliano viene disputata da 14 squadre, che si sono affrontate, dapprima, in un girone all'italiana con 26 giornate, tra andata e ritorno.
Al termine della stagione regolare, le sei squadre classificatesi dal primo al sesto posto si sono affrontate nei play-off per il titolo e per la qualificazione alle Coppe europee; le otto squadre classificatesi dal settimo al quattordicesimo posto hanno disputato, invece, i play-out per determinare le retrocessioni.
Tanto nei play-off quanto nei play-out, le squadre sono partite con gli stessi punti ottenuti durante la stagione regolare.
Sono retrocesse le ultime due squadre classificatesi ai play-out, che sono state rimpiazzate dalle due squadre promosse dalla Liga Leumit.
I play-off si sono disputati in partite di andata e ritorno, per un totale di 10 giornate (dalla 27ª alla 36ª giornata), e si sono conclusi il 18 maggio 2013. I play-out si sono, invece, disputati in partite di sola andata, per un totale di 7 giornate (dalla 27ª alla 33ª), e si sono conclusi il 4 maggio 2013.
Ciascuna squadra, pertanto, ha disputato complessivamente 36 o 33 partite, a seconda che abbia partecipato ai play-off o ai play-out.

## Squadre partecipanti
| Club               | Stagione | Città          | Stadio                            | Stagione 2011-2012       |
| ------------------ | -------- | -------------- | --------------------------------- | ------------------------ |
| Ashdod             | dettagli | Ashdod         | Stadio HaYud-Alef                 | 7º posto in Ligat ha'Al  |
| Beitar Gerusalemme | dettagli | Gerusalemme    | Stadio Teddy Kollek               | 9º posto in Ligat ha'Al  |
| Bnei Sakhnin       | dettagli | Sakhnin        | Stadio Doha                       | 8º posto in Ligat ha'Al  |
| Bnei Yehuda        | dettagli | Tel Aviv       | Stadio Bloomfield                 | 3º posto in Ligat ha'Al  |
| Hapoel Akko        | dettagli | Acri           | Stadio Municipale di Acri         | 10º posto in Ligat ha'Al |
| Hapoel Be'er Sheva | dettagli | Be'er Sheva    | Stadio Municipale Arthur Vasermil | 13º posto in Ligat ha'Al |
| Hapoel Haifa       | dettagli | Haifa          | Stadio Qiryat Eliezer             | 12º posto in Ligat ha'Al |
| Hapoel Ramat Gan   | dettagli | Ramat Gan      | Winter Stadium                    | 1º posto in Liga Leumit  |
| Hapoel Tel Aviv    | dettagli | Tel Aviv       | Stadio Bloomfield                 | 2º posto in Ligat ha'Al  |
| Ironi K. Shmona    | dettagli | Kiryat Shmona  | Stadio Ironi                      | Campione d'Israele       |
| Ironi R. HaSharon  | dettagli | Ramat HaSharon | Stadio Yankela Grundman           | 11º posto in Ligat ha'Al |
| Maccabi Haifa      | dettagli | Haifa          | Stadio Qiryat Eliezer             | 5º posto in Ligat ha'Al  |
| Maccabi Netanya    | dettagli | Netanya        | Stadio Sar-Tov                    | 4º posto in Ligat ha'Al  |
| Maccabi Tel Aviv   | dettagli | Tel Aviv       | Stadio Bloomfield                 | 6º posto in Ligat ha'Al  |

## Stagione regolare

### Classifica
|  | Pos. | Squadra            | Pt | G  | V  | N  | P  | GF | GS | DR  |
|  | ---- | ------------------ | -- | -- | -- | -- | -- | -- | -- | --- |
|  | 1.   | Maccabi Tel Aviv   | 59 | 26 | 19 | 2  | 5  | 61 | 20 | +41 |
|  | 2.   | Maccabi Haifa      | 49 | 26 | 14 | 7  | 5  | 41 | 20 | +21 |
|  | 3.   | Ironi K. Shmona    | 43 | 26 | 11 | 10 | 5  | 34 | 25 | +9  |
|  | 4.   | Hapoel Tel Aviv    | 42 | 26 | 12 | 6  | 8  | 33 | 29 | +4  |
|  | 5.   | Bnei Yehuda        | 38 | 26 | 11 | 5  | 10 | 35 | 31 | +4  |
|  | 6.   | Ironi R. HaSharon  | 37 | 26 | 11 | 4  | 11 | 28 | 30 | -2  |
|  | 7.   | Ashdod             | 35 | 26 | 10 | 5  | 11 | 30 | 30 | 0   |
|  | 8.   | Beitar Gerusalemme | 33 | 26 | 8  | 9  | 9  | 36 | 42 | -6  |
|  | 9.   | Hapoel Be'er Sheva | 30 | 26 | 7  | 9  | 10 | 23 | 35 | -12 |
|  | 10.  | Hapoel Haifa       | 28 | 26 | 6  | 10 | 10 | 28 | 40 | -12 |
|  | 11.  | Maccabi Netanya    | 27 | 26 | 6  | 9  | 11 | 32 | 39 | -7  |
|  | 12.  | Bnei Sakhnin       | 26 | 26 | 6  | 8  | 12 | 25 | 45 | -20 |
|  | 13.  | Hapoel Ramat Gan   | 25 | 26 | 6  | 7  | 13 | 32 | 39 | -7  |
|  | 14.  | Hapoel Akko        | 24 | 26 | 5  | 9  | 12 | 29 | 42 | -13 |

      Ammesse ai play-off

      Ammesse ai play-out

### Risultati
|                          | Ash  | BeG  | BnS  | BnY  | HAk  | HBS  | HHa  | HRG  | HTA  | IKS  | IRH  | MHa  | MNe  | MTA  |
| ------------------------ | ---- | ---- | ---- | ---- | ---- | ---- | ---- | ---- | ---- | ---- | ---- | ---- | ---- | ---- |
| Ashdod                   | –––– | 2-1  | 1-2  | 2-1  | 2-0  | 0-1  | 1-1  | 2-3  | 1-2  | 2-0  | 2-0  | 1-4  | 3-0  | 1-0  |
| Beitar Gerusalemme       | 1-1  | –––– | 2-2  | 0-1  | 0-1  | 1-1  | 3-0  | 3-2  | 3-2  | 2-2  | 1-0  | 1-2  | 1-1  | 1-1  |
| Bnei Sakhnin             | 1-3  | 1-1  | –––– | 2-2  | 2-1  | 3-2  | 2-0  | 1-3  | 0-3  | 1-3  | 0-4  | 0-1  | 0-0  | 0-3  |
| Bnei Yehuda              | 2-0  | 1-2  | 0-0  | –––– | 2-1  | 1-0  | 3-1  | 1-0  | 2-1  | 0-2  | 2-2  | 2-0  | 3-0  | 2-3  |
| Hapoel Akko              | 3-1  | 2-3  | 5-1  | 1-1  | –––– | 2-2  | 1-3  | 0-3  | 0-0  | 1-1  | 0-2  | 0-0  | 4-4  | 0-2  |
| Hapoel Be'er Sheva       | 0-0  | 0-0  | 0-0  | 1-0  | 0-0  | –––– | 2-1  | 3-2  | 1-2  | 1-0  | 0-1  | 1-1  | 1-3  | 3-1  |
| Hapoel Haifa             | 2-1  | 3-0  | 1-3  | 2-1  | 0-0  | 0-0  | –––– | 2-1  | 2-2  | 1-1  | 3-0  | 0-3  | 0-0  | 1-3  |
| Hapoel Ramat Gan         | 0-1  | 2-2  | 2-1  | 1-0  | 1-2  | 3-0  | 1-1  | –––– | 0-1  | 1-1  | 1-1  | 0-3  | 1-1  | 0-1  |
| Hapoel Tel Aviv          | 1-1  | 0-2  | 1-0  | 2-0  | 0-0  | 4-1  | 2-0  | 2-2  | –––– | 1-1  | 1-0  | 3-0  | 0-3  | 1-0  |
| Ironi Kiryat Shmona      | 0-0  | 3-2  | 2-0  | 2-0  | 1-0  | 1-1  | 1-1  | 3-1  | 0-1  | –––– | 2-0  | 0-0  | 0-1  | 0-0  |
| Ironi Nir Ramat HaSharon | 1-0  | 1-0  | 1-3  | 2-1  | 3-1  | 0-1  | 2-0  | 1-0  | 1-0  | 0-1  | –––– | 1-1  | 0-0  | 3-4  |
| Maccabi Haifa            | 0-1  | 4-1  | 0-0  | 1-1  | 3-1  | 2-0  | 1-1  | 2-0  | 3-0  | 1-3  | 4-0  | –––– | 1-0  | 1-0  |
| Maccabi Netanya          | 2-0  | 2-3  | 0-0  | 3-5  | 1-3  | 2-1  | 0-0  | 1-1  | 2-1  | 3-4  | 1-2  | 1-2  | –––– | 0-1  |
| Maccabi Tel Aviv         | 2-1  | 5-0  | 4-0  | 0-1  | 4-0  | 5-0  | 6-2  | 3-1  | 4-0  | 4-0  | 1-0  | 2-1  | 2-1  | –––– |

## Play-off

### Classifica
|                     | Pos. | Squadra           | Pt | G  | V  | N  | P  | GF | GS | DR  |
| ------------------- | ---- | ----------------- | -- | -- | -- | -- | -- | -- | -- | --- |
| Campione di Israele | 1.   | Maccabi Tel Aviv  | 80 | 36 | 25 | 5  | 6  | 78 | 30 | +48 |
|                     | 2.   | Maccabi Haifa     | 67 | 36 | 19 | 10 | 7  | 62 | 33 | +29 |
|                     | 3.   | Hapoel Tel Aviv   | 58 | 36 | 17 | 7  | 12 | 47 | 45 | +2  |
|                     | 4.   | Bnei Yehuda       | 55 | 36 | 16 | 7  | 13 | 50 | 40 | +10 |
|                     | 5.   | Ironi K. Shmona   | 53 | 36 | 14 | 11 | 11 | 45 | 38 | +7  |
|                     | 6.   | Ironi R. HaSharon | 40 | 36 | 12 | 4  | 20 | 31 | 50 | -19 |

### Risultati
|                      | BnY  | HTA  | IRH  | IKS  | MHa  | MTA  |
| -------------------- | ---- | ---- | ---- | ---- | ---- | ---- |
| Bnei Yehuda          | –––– | 0-1  | 2-1  | 1-1  | 2-1  | 2-2  |
| Hapoel Tel Aviv      | 2-1  | –––– | 2-0  | 1-4  | 2-2  | 2-4  |
| Ironi Ramat HaSharon | 0-3  | 0-1  | –––– | 0-1  | 2-1  | 0-2  |
| Ironi Kiryat Shmona  | 0-1  | 0-1  | 1-0  | –––– | 1-2  | 1-3  |
| Maccabi Haifa        | 1-0  | 3-2  | 6-0  | 3-2  | –––– | 2-2  |
| Maccabi Tel Aviv     | 0-3  | 2-0  | 1-0  | 1-0  | 0-0  | –––– |

## Play-out

### Classifica
|  | Pos. | Squadra            | Pt | G  | V  | N  | P  | GF | GS | DR  |
|  | ---- | ------------------ | -- | -- | -- | -- | -- | -- | -- | --- |
|  | 7.   | Ashdod             | 43 | 33 | 12 | 7  | 14 | 38 | 40 | -2  |
|  | 8.   | Hapoel Be'er Sheva | 41 | 33 | 10 | 11 | 12 | 32 | 39 | -7  |
|  | 9.   | Hapoel Haifa       | 39 | 33 | 9  | 12 | 12 | 36 | 45 | -9  |
|  | 10.  | Beitar Gerusalemme | 39 | 33 | 9  | 12 | 12 | 44 | 54 | -10 |
|  | 11.  | Hapoel Akko        | 37 | 33 | 8  | 13 | 12 | 39 | 48 | -9  |
|  | 12.  | Bnei Sakhnin       | 37 | 33 | 8  | 13 | 12 | 31 | 49 | -18 |
|  | 13.  | Maccabi Netanya    | 35 | 33 | 8  | 11 | 14 | 38 | 50 | -12 |
|  | 14.  | Hapoel Ramat Gan   | 30 | 33 | 7  | 9  | 17 | 37 | 47 | -10 |

### Risultati
|                    | Ash  | BeG  | BnS  | HAk  | HBS  | HHa  | HRG  | MNe  |
| ------------------ | ---- | ---- | ---- | ---- | ---- | ---- | ---- | ---- |
| Ashdod             | –––– | 2-2  | 1-1  | 1-2  |      | 1-0  |      |      |
| Beitar Gerusalemme |      | –––– |      | 2-2  | 1-0  |      | 1-2  | 1-3  |
| Bnei Sakhnin       |      | 0-0  | –––– |      |      | 0-0  | 1-0  |      |
| Hapoel Akko        |      |      | 1-1  | –––– |      |      | 2-1  | 2-0  |
| Hapoel Be'er Sheva | 2-0  |      | 1-2  | 0-0  | –––– | 2-0  |      |      |
| Hapoel Haifa       |      | 3-1  |      | 1-1  |      | –––– | 1-0  | 3-0  |
| Hapoel Ramat Gan   | 1-2  |      |      |      | 1-1  |      | –––– | 0-0  |
| Maccabi Netanya    | 2-1  |      | 1-1  |      | 0-3  |      |      | –––– |

## Verdetti
- Campione di Israele:  Maccabi Tel Aviv
- In UEFA Champions League 2013-2014:  Maccabi Tel Aviv (secondo turno di qualificazione)
- In UEFA Europa League 2013-2014:  Maccabi Haifa,  Hapoel Tel Aviv (secondo turno di qualificazione) e  Hapoel Ramat Gan (terzo turno di qualificazione)
- Retrocessi in Liga Leumit 2013-2014:  Maccabi Netanya e  Hapoel Ramat Gan
- Promossi in Ligat ha'Al 2013-2014:  Maccabi Petah Tiqwa e  Hapoel Ra'anana

## Classifica marcatori
| Gol |  |  | Giocatore          | Squadra            |
| --- |  |  | ------------------ | ------------------ |
| 22  |  |  | Eliran Atar        | Maccabi Tel Aviv   |
| 15  |  |  | Shimon Abuhatzira  | Ironi K. Shmona    |
| 14  |  |  | Ohad Kadusi        | Hapoel Akko        |
| 13  |  |  | Omer Damari        | Hapoel Tel Aviv    |
| 11  |  |  | Wiam Amasha        | Maccabi Haifa      |
| 11  |  |  | Pedro Galván       | Bnei Yehuda        |
| 11  |  |  | Avi Rikan          | Beitar Gerusalemme |
| 10  |  |  | Munas Dabbur       | Maccabi Tel Aviv   |
| 10  |  |  | Dovev Gabay        | Hapoel Be'er Sheva |
| 10  |  |  | David Manga        | Hapoel Ramat Gan   |
| 10  |  |  | Achmad Saba'a      | Maccabi Netanya    |
| 10  |  |  | Toto Tamuz         | Hapoel Tel Aviv    |
| 9   |  |  | Dimităr Makriev    | Ashdod             |
| 9   |  |  | Hen Ezra           | Maccabi Haifa      |
| 9   |  |  | Dino Ndlovu        | Maccabi Haifa      |
| 9   |  |  | Tomer Suissa       | Hapoel Be'er Sheva |
| 8   |  |  | Chen Azriel        | Beitar Gerusalemme |
| 8   |  |  | Vladimir Gluščević | Hapoel Haifa       |
| 8   |  |  | Ádám Hrepka        | Bnei Yehuda        |
| 8   |  |  | Rade Prica         | Maccabi Tel Aviv   |
| 8   |  |  | Mahran Radi        | Maccabi Tel Aviv   |
| 8   |  |  | Yitzhak Ran        | Hapoel Ramat Gan   |

## Record
- Maggior numero di vittorie:  Maccabi Tel Aviv (25)
- Minor numero di sconfitte:  Maccabi Tel Aviv (6)
- Migliore attacco:  Maccabi Tel Aviv (78)
- Miglior difesa:  Maccabi Tel Aviv (30)
- Miglior differenza reti:  Maccabi Tel Aviv (+48)
- Maggior numero di pareggi:  Bnei Sakhnin e  Hapoel Akko (13)
- Minor numero di pareggi:  Ironi R. HaSharon (4)
- Minor numero di vittorie:  Hapoel Ramat Gan (7)
- Maggior numero di sconfitte:  Ironi R. HaSharon (20)
- Peggiore attacco:  Bnei Sakhnin e  Ironi R. HaSharon (31)
- Peggior difesa:  Beitar Gerusalemme (54)
- Peggior differenza reti:  Ironi R. HaSharon (-19)
- Partita con più reti:
  -  Maccabi Tel Aviv -  Hapoel Haifa 6-2 (8 goal; 30 dicembre 2012, 16ª giornata)
  -  Hapoel Akko -  Maccabi Netanya 4-4 (8 goal; 12 gennaio 2013, 18ª giornata)
  -  Maccabi Netanya -  Bnei Yehuda 3-5 (8 goal; 9 febbraio 2013, 22ª giornata)
- Partita con il maggiore scarto di goal:
  -  Maccabi Haifa -  Ironi R. HaSharon 6-0 (+6 goal; 2 aprile 2013, 29ª giornata)
- Maggior numero di reti in una giornata: 26 (16ª e 22ª giornata)[3]
- Minor numero di reti in una giornata: 11 (28ª giornata)[3]
- Miglior serie positiva:  Maccabi Tel Aviv (16 risultati utili consecutivi, dalla 20ª alla 35ª giornata)
- Peggior serie negativa:  Ironi R. HaSharon (7 sconfitte consecutive, dalla 27ª alla 33ª giornata)